# Classe Impératrice Maria
La classe Impératrice Maria (Императрица Мария, Imperatritsa Mariya) est une classe de trois cuirassés construits pour la marine impériale de Russie durant la Première Guerre mondiale. En service dans la flotte de la Mer noire, les trois navires connaissent une carrière très brève, l'Impératrice Maria explosant dans le port de Sébastopol en 1916, l'Impératrice Catherine la Grande étant sabordée en 1918 dans le port de Novorossiisk et l'Empereur Alexandre III étant interné dans le port de Bizerte après la dissolution de la flotte de l'Armée blanche en 1922.

## Conception
La construction de la classe est autorisée par le « programme de 1911 ». Le comité technique pose les bases suivantes : une classe de cuirassés d'un déplacement de 22 000 tonnes, d'une vitesse de 20,5 nœuds (38 km/h) et disposant de canons de 12 pouces (305 mm). Cependant, l'état-major demande plus : des canons de 14 pouces (356 mm) et une vitesse de 22 nœuds (41 km/h) afin de suivre la tendance de l'époque, et contrer les Turcs et leur classe Reşadiye (en). Malheureusement pour les Russes, les canons de 14 pouces n'en sont encore qu'au stade du développement aux usines Oboukhov, et des canons de 12 pouces sont choisis afin d'éviter de trop longs délais. 
Les plans sont largement basés sur ceux de la classe Gangut, mais les blindages sont améliorés, les navires de la classe Impératrice Maria étant des cuirassés au sens propre du terme. Au blindage de ceinture de 10,5 pouces (267 mm) est rajoutée une ceinture extérieure de 2 pouces (51 mm), formant ainsi une armure anti-torpilles. Si le blindage horizontal reste le même, une attention toute particulière est portée à celui des tourelles. Les batteries de calibre moyen de 130 mm (en) sont placées dans des casemates recouvertes de 5 pouces (127 mm) de blindage. La disposition de celles-ci est améliorée par rapport aux Gangut, même si des interférences avec les batteries principales subsistent.
Des problèmes financiers brident cependant les exigences de l'état-major ; la vitesse est réduite à 21 nœuds (39 km/h) et le déplacement à 21 500 tonnes. Finalement, le déplacement autorisé est augmenté de 1 100 tonnes afin de remplir le cahier des charges originel, n'empêchant pas l'Impératrice Catherine la Grande de voir son déplacement augmenté du double. Une telle différence entre cette unité et ses deux sister-ships est due aux différentes entreprises supervisant les chantiers Russud et Naval, ceux-ci étant encadrés respectivement par John Brown et par Vickers.

## Navires
| Nom                             | Chantier                    | Quille          | Lancement         | Mise en service | Destin                                                                |
| ------------------------------- | --------------------------- | --------------- | ----------------- | --------------- | --------------------------------------------------------------------- |
| Impératrice Maria               | Chantier Russud, Nikolaïev  | 30 octobre 1911 | 1er novembre 1913 | 6 juillet 1915  | Coulé le 20 octobre 1916 par une explosion dans le port de Sébastopol |
| Empereur Alexandre III          | Chantier Russud, Nikolaïev  | 30 octobre 1911 | 15 avril 1914     | 28 juin 1917    | Interné à Bizerte par les Français en 1920, démoli en 1936            |
| Impératrice Catherine la Grande | Chantier naval de Nikolaïev | 30 octobre 1911 | 6 juin 1914       | 18 octobre 1915 | Sabordé le 18 juin 1918 pour empêcher sa capture par les Allemands    |